# Roger-Paul Dechambre
Roger-Paul Dechambre, né le 14 août 1935 à Boulogne-Billancourt et mort le 7 novembre 2016 à Sens, est un vétérinaire et entomologiste français.

## Formation
Dechambre a fait ses études supérieures à l'École nationale vétérinaire d’Alfort, finissant en 1960 avec un doctorat avec pour sujet de thèse : Aspects Primitifs De L’Elevage Du Mouton.
Ensuite il a étudié à l'Université Pierre-et-Marie-Curie à Paris, finissant en 1970 avec une thèse : Effet de groupe et évolution des tumeurs ascitiques chez la souris,.

## Travail
Roger-Paul Dechambre a terminé sa vie professionnelle comme professeur du Muséum national d’histoire naturelle à Paris, où il était responsable du secteur des Coléoptères. A titre privé, il avait rassemblé auparavant l'une des plus grandes et plus complètes collections mondiales de Scarabaeidae Dynastinae.

## Publications (extrait)
Le plupart de ses nombreuses publications traite du groupe des Dynastinae.
- (fr + en) R.-P. Dechambre, Lachaume, Gilbert (trad. Julee Launay), Dynastidae américains : Cyclocephalini, Agaocephalini, Pentodontini, Oryctini, Phileurini, Venette, Venette : Sciences nat, 1992, 89 p. (ISBN 2-85724-055-4)
- (fr + en) Gilbert Lachaume, Gilbert (trad. Julee Launay), Dynastidae américains, t. 14, Venette France Sciences Nat, coll. « (Les Coléoptères du monde », 1992
- (fr + en) Roger-Paul Dechambre (trad. Brian Morris), Dynastidae (Texte imprimé) : Dynastidae australiens et océaniens = australian and oceanian Dynastidae, Canterbury, Hillside Books, 2005
- (fr + en) Roger-Paul Dechambre et Gilbert Lachaume (trad. Brian Morris), Dynastidae (Texte imprimé) : Le genre Oryctes, Compiègne, Hillside books, 2001
- Roger-Paul Dechambre, Faune de Madagascar 65, Insectes Coléoptères Dynastidae, Paris, Muséum national d'histoire naturelle, 1986
- Roger-Paul Dechambre, Effet de groupe et évolution des tumeurs ascitiques chez la souris, Paris, 1970
- (fr + en) Roger-Paul Dechambre (trad. Brian Morris), Dynastidae : Dynastidae australiens et océaniens : australian and oceanian Dynastidae, Canterbury, Hillside Books, 2005
- (fr + en) Roger-Paul Dechambre et Gilbert Lachaume (trad. Brian Morris), Dynastidae (Texte imprimé) : Le genre Oryctes, Compiègne, Hillside books, 2001

## Genres décrits
Roger-Paul Dechambre a décrit de nombreuses espèces, notamment :
- Golofa globulicornis (1975)
- Golofa obliquicornis (1975)
- Golofa spatha (1989)
- Hemicyrthus chazeaui (1982)
- Hemicyrthus costatus (1982)
- Hemicyrthus elongatus (1982)
- Hemicyrthus gutierrezi (1982)
- Paroryctoderus cornutus (1994)